# I predatori del tempo/Gigi la trottola
I predatori del tempo/Gigi la trottola è un singolo del gruppo I Cavalieri del Re, pubblicato nel 1986.

## Descrizione

### Lato A
Gigi la trottola è un brano musicale scritto da Riccardo Zara e inciso dal gruppo I Cavalieri del Re, come sigla dell'anime omonimo.
L'arrangiamento è caratterizzato da una batteria synth a sostegno dei cori che, nella parte finale vanno in controtempo con la voce di Guiomar. Per la prima volta è assente nel brano la voce di Clara Serina, che aveva già abbandonato il gruppo.

### Lato B
I predatori del tempo è un brano musicale scritto da Riccardo Zara e interpretato dal gruppo I Cavalieri del Re, come sigla dell'anime omonimo.
L'arrangiamento per la prima volta è completamente affidato a strumenti elettronici.
Esiste una versione spagnola del brano Gigi la trottola chiamata Chico Terremoto, interpretata da Sol Pilas nel 1992 per la prima messa in onda della serie su Antena 3, ma mai autorizzata da Riccardo Zara e per questo sospesa dopo i primi 26 episodi.